# Pacuco Rosales
Francisco Rosales Macías (Las Palmas de Gran Canaria, España, 9 de abril de 1949), conocido como Pacuco Rosales, es un entrenador de fútbol español.

## Clubes
| Club                         | País   | Año       |
| ---------------------------- | ------ | --------- |
| C.D. Mensajero de La Palma   | España | 1994-1995 |
| U. D. Las Palmas             | España | 1995-1997 |
| Córdoba C. F.                | España | 1997-1998 |
| U. D. Vecindario             | España | 1999-2002 |
| S. D. Tenisca                | España | 2003-2005 |
| U. D. Vecindario             | España | 2005-2008 |
| U. D. Villa de Santa Brígida | España | 2008-2009 |
| U. D. Telde                  | España | 2011      |